# Ischyroptera bipilosa
Ischyroptera bipilosa är en tvåvingeart som beskrevs av Pokorny 1887. Ischyroptera bipilosa ingår i släktet Ischyroptera och familjen blomflugor.
Artens utbredningsområde är Österrike. Inga underarter finns listade i Catalogue of Life.